# پیتر موکروسینسکی
پیتر موکروسینسکی (لهستانی: Peter Mokrosinski؛ زادهٔ ۲ مهٔ ۱۹۵۳) فیلم‌بردار لهستانی-سوئدی است.

## گزیدهٔ فیلم‌شناسی
- دختری که به لانه زنبور لگد زد (۲۰۰۹)
- دختری که با آتش بازی کرد (۲۰۰۹)
- برج ایفل (۲۰۰۳)
- شیطان (۲۰۰۳)
- دوستان (۱۹۸۸)